# Zhang Xiangsen
Zhang Xiangsen, chiń. 張祥森 (ur. 5 listopada 1972) – chiński sztangista, medalista olimpijski.

## Biografia
Startował w wadze muszej (do 54 kg). W 1995 zdobył w Guangzhou tytuł mistrza świata. W 1996 uczestniczył w letnich igrzyskach olimpijskich w Atlancie, zdobywając srebrny medal.

## Sukcesy medalowe

### Letnie igrzyska olimpijskie
- Atlanta 1996 –  srebrny medal (waga musza)

### Mistrzostwa świata
- Guangzhou 1995 –  złoty medal (waga musza)